# Gonzalo Delgrás
Gonzalo Pardo Delgrás (Barcelona, 3 d'octubre de 1897 - Madrid, 23 d'octubre de 1984) més conegut com a Gonzalo Delgrás, fou un director de cinema i productor espanyol.
Gonzalo Delgrás nasqué al si d'una família d'actors. Des de jove treballà al teatre com a actor i, més tard, director. Al 1913 entrà a la Companyia de Francisco Moreno. Aquí va conèixer a Margarita Robles, amb qui va arribar a formar la seva propia companyia el 1925; arribà a tenir projecció internacional. Pel que fa al cinema, als anys trenta al arribar el sonor va mantenir relació amb la Paramount, per a la qual va dirigir algunes versions espanyolas. A més, va encapçalar la direcció dels estudis de doblatge MGM a Barcelona a partir del 1939. El seu èxit més sonat va ser La tonta del bote (1939), posteriorment versionada per Juan de Orduña al 1970. Delgras morí a Madrid l'any 1984, als 87 anys de vida.

## Filmografia[3][4]
- Café de Chinitas (1961)
- El Cristo de los Faroles (1958)
- La hija de Juan Simón (1957)
- El genio alegre (1957)
- El hombre que veía la muerte (1955)
- Bajo el cielo de Asturias (1951)
- La mujer de nadie (1950)
- Un viaje de novios (1948)
- Trece onzas de oro (1947)
- Oro y marfil (1947)
- Los habitantes de la casa deshabitada (1946)
- El misterioso viajero del Clipper (1945)
- Ni tuyo ni mío (1944)
- Altar mayor (1944)
- La boda de Quinita Flores (1943)
- Cristina Guzmán (1943)
- La condesa María (1942)
- Un marido a precio fijo (1942)
- La doncella de la duquesa (1941)
- Los millones de Polichinela (1941)
- La tonta del bote (1939)